# Rowhammer
Rowhammer是一种对动态随机存取存储器（DRAM）攻击方法。这种攻击利用了DRAM在运行过程中产生的意外电荷泄漏效应，攻击会导致存储器单元泄露电荷并可能造成比特翻转，攻击存在的一个原因是现在DRAM存储单元的高密度排列造成的。一些高端芯片采用ECC(error-correcting code)技术来防止这个问题的发生，而一种称为ECCploit的攻击方法可以部分的绕过ECC保护机制。